# Maturino Blanchet
Dom Ângelo Maturino Blacnhet (Gressan, Itália, 3 de março de 1892 — Saint-Pierre, 9 de novembro de 1975) foi um bispo católico italiano, da diocese de Aosta.

## Biografia
Nascido em Gressan em 1892, fez a profissão de fé nos Oblatos de Maria Imaculada em 1920 e foi ordenado padre em 1921; foi nomeado, em seguida, superior da sua Ordem em Pescara
Em 18 de fevereiro de 1946, foi nomeado bispo da Diocese de Aosta, sendo consagrado em 3 de março seguinte pelo cardeal Jean-Marie-Rodrigue Villeneuve. Participou durante todas as quatro sessões do Concílio Vaticano II, e durante seu ministério fundou ou renovou sete paróquias; , convocou 3 congressos eucarísticos e fez seis visitas pastorais. Ordenou 78 padres.
Deixou o cargo por limite de idade em 15 de outubro de 1968, sendo nomeado bispo titular de Limata e morreu em 9 de novembro de 1974, no priorado Saint-Jacquême em Saint-Pierre.